# Pierre-Auguste Renoir
Pierre-Auguste Renoir (Limoges, 1841. február 25. – Cagnes-sur-Mer, 1919. december 3.) francia impresszionista festőművész.

## Ifjúsága
Renoir munkáscsaládban született, apja szabó, anyja szabósegéd volt. 3 éves korában (1845) a család Párizsba költözött, és a Louvre közelében talált szállást, ami akkor nemcsak múzeum volt, hanem irodákat és lakásokat is magában foglalt.
13 éves korában porcelánfestőnek kezdett tanulni, 15 éves korától már olyan jó eredményeket ért el, hogy a manufaktúrában tapasztalt munkásoknak való, igényes feladatokat bíztak rá. Béréből önállóan meg tudott élni, sőt jutott szülei támogatására is. Szabadidejében gyakran látogatta a Louvre-t. A gépi festési eljárások bevezetése miatt azonban 17 éves korában a manufaktúra bezárt. Ezután Renoir alkalmi munkákból élt, például nemesek címereit festette.

## Művészi tanulmányai
1861–1864 között Charles Gleyre svájci festőnél tanult festészetet. Azonban hamarosan más példaképeket keresett magának, mint mestere:  véletlenül találkozott Gustave Courbet-val és Diaz de la Penával, akik arra biztatták, hogy a való életből merítsen magának témát.
Barátságot kötött az impresszionista Claude Monet-val, Alfred Sisley-vel és Frédéric Bazille-jal és közösen festett velük a szabadban. 1864-ben első ízben elfogadtak tőle egy képet a párizsi Salon számára. 1868-ban ugyanott sikert aratott a Liza napernyővel c. képével, amelynek modellje Renoir 1865 és 1871 közötti szerelme, Lise Tréhot volt.
A szabadtéri festészetben szerzett tapasztalatai jó hatással voltak műtermi munkáira is. A kritikusok felfigyelnek képei frissességére és természetességére. Vevőt azonban alig talál, a hatvanas évek végén olyan szegénységben él, hogy gyakran ennivalóra sem futja.
Az 1870-es porosz–francia háború idején önkéntesnek jelentkezett a lovassághoz, de szerencséjére a hadszíntértől távol állomásozott egységével. 1871-ben a fővárosba visszatérve a Párizsi Kommün forgatagába került. A felkelők hadkötelesnek nyilvánították, menekülni próbált, de akkor az ellenfél fogságába esett.

## Érett korszaka

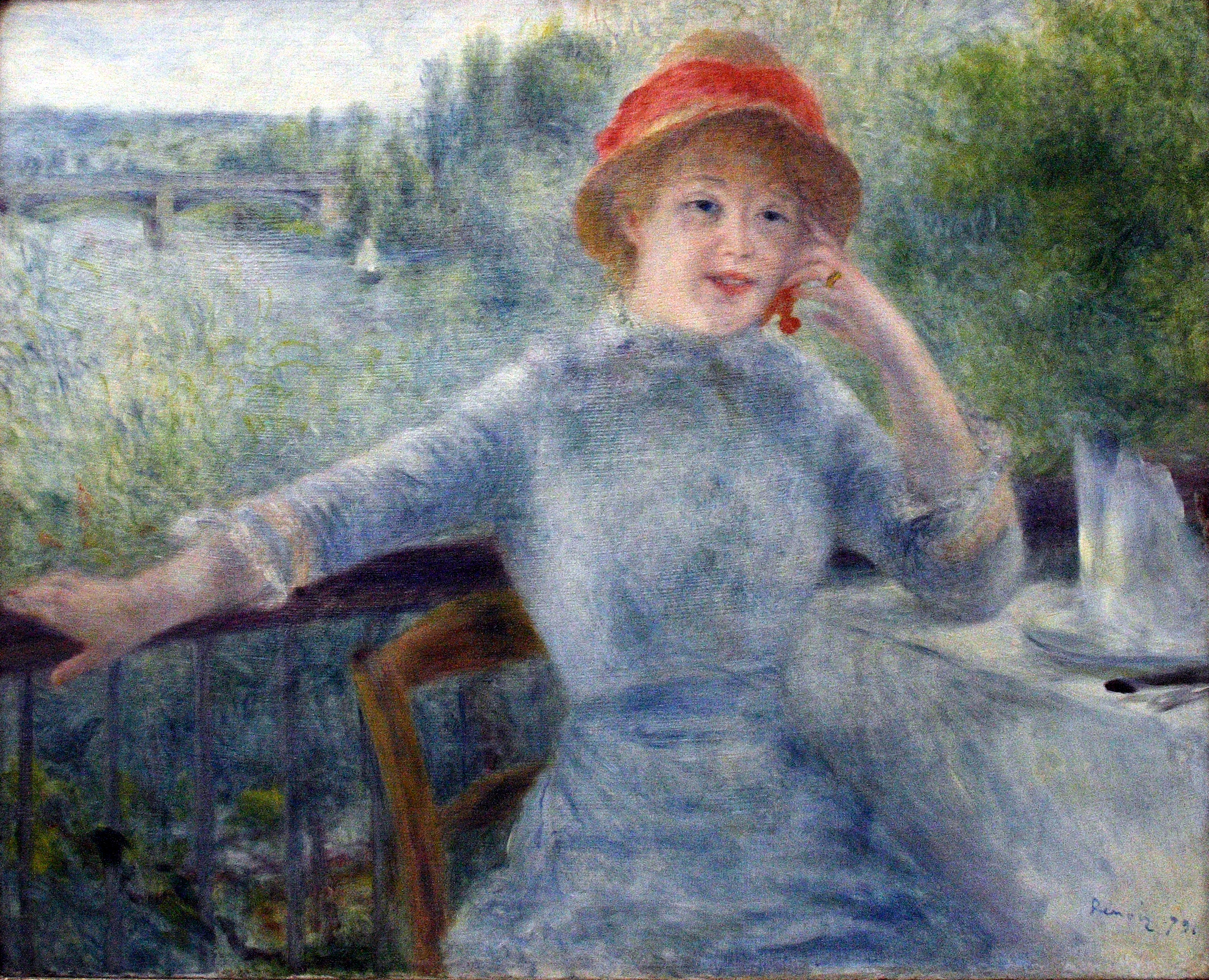
Alphonsine Fournaise portréja (1879)

A kommün bukása után sietve újra felvette a kapcsolatot barátaival, Monet-val és Sisley-vel. Az 1870-es években sok nyarat töltött velük és Édouard Manet-val. Ebből az időből származik egy ismert képe, amely a Monet családot ábrázolja az argenteuil-i házuk kertjében. Ezt a témát Manet-val párhuzamosan, egymás mellett dolgozva festették meg egy-egy vásznon.
Renoir szívesen ábrázolt társadalmi eseményeket, az életöröm megnyilvánulásait képein. Az egyik leghíresebb ilyen képe a Bál a Moulin de la Galette-ben.

Bál a Moulin de la Galette-ben (1876)

Monet-től és a többi impresszionistától eltérően Renoir továbbra is törekedett szerepeltetni képeit a hivatalos Salon kiállításán, de emellett 1874-től nagy lelkesedéssel részt vett az impresszionisták első, majd a későbbi, 1876-os és 1877-es kiállításain is.
Sikerült képeket eladnia Paul Durand-Ruel és Père-Martin műkereskedőknek. Durand-Ruel, az impresszionisták nagy támogatója, pénzt adott neki egy műterem bérlésére. Renoir bevételei azonban még mindig olyan csekélyek voltak, hogy alig tudták fedezni létfenntartását.
Az 1870-es évek közepétől jobbra fordult helyzete, mert megismerkedett Victor Cocquet vámtisztviselővel és Georges Charpentier kiadóval, ők pedig megbízták őt portrék és egy nagyobb táblakép megfestésével. Madame Charpentier-ről és gyermekeiről készült képe nagy sikert aratott. A befolyásos hölgy sokaknak ajánlotta őt ismeretségi körében, és annyi felkérést kapott portrék készítésére, hogy azok időnként már terhessé váltak számára.
1881-1882-ben három nagyobb utazást is tett Algériában, Olaszországban, majd újra Algériában. 1882-ben Palermóban megfestette Richard Wagner zeneszerző portréját.

## Az impresszionizmus után

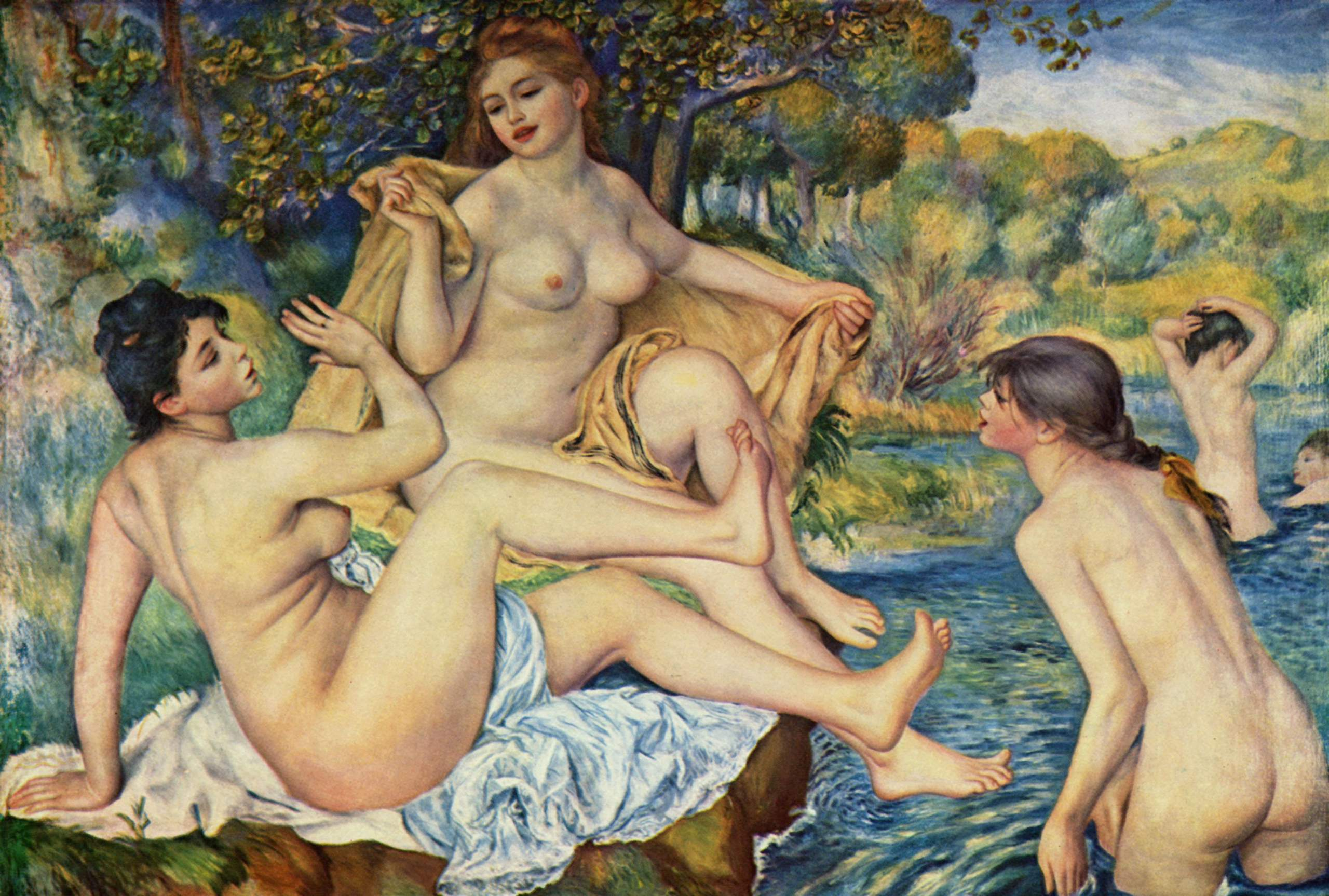
Nagy fürdőzők (1887)

1881-es olaszországi útja után, ahol egy 1400 körül a festészetről írott könyvet is tanulmányozott, nagy érdeklődéssel fordult Raffaello freskói és Jean Auguste Dominique Ingres művészete felé. Ezzel kezdődött úgynevezett „Ingres-korszaka”, vagy másképpen „száraz periódusa”. Renoir teljesen új felé fordul művészetében, az impresszionizmustól a klasszicizmus felé, a színektől a formák felé, a spontaneitástól a kidolgozottabb formák felé, azonban megmarad műveiben az életöröm teljessége. Ennek a korszakának jellemző alkotása A tengerparton című portréja kedveséről, Aline Charigot-ról.
1883 körül alkotói válságba esik. Közönsége és a kritika részéről érdektelenséget érez, és maga is úgy nyilatkozik, hogy művészi zsákutcában érzi magát. Ezeknek az éveknek a munkája az 1887-es Nagy fürdőzők című képében csúcsosodik ki, amelyhez évekig végzett előtanulmányokat.
Az 1880-as évek végén már újra örömet okoz számára a színek játéka, elfordulása az impresszionizmustól azonban végleges marad.
1885-ben születik meg Aline Charigot-tól első gyermeke, Pierre Renoir, aki később színészként vált ismertté. Második fia, Jean Renoir filmrendező lett.
1892-től jelentkeznek nála a reumás ízületi gyulladás első jelei. A földközi-tengeri klíma kedvezően hat egészségére, ezért 1907-ben végleg letelepszik a Nizza melletti Cagnes-sur-Merben egy nagy vidéki házban, amihez méretes kert is tartozott. Háza, a „Les Collettes”, ma múzeum.
Betegsége ellenére folyamatosan fest, életvidámságát betegsége idején is megőrizte, haláláig szinte minden nap festett. Fokozatosan tolószékbe kényszerül, ecsetjét kezéhez kötözteti, mert tartani már nem bírja. Ilyen állapotban is remekműveket alkotott, például Tilla Durieux színésznő portréját.
Pïerre-Auguste Renoir 1919-ben, 78 éves korában hunyt el, tájképek, csendéletek, portrék, tánc- és családi jelenetek képeinek ezreit hagyva maga után. Sírja az essoyes-i temetőben, Aube megyében, Champagne vidékén található.

## Renoir ars poeticája
22 esztendős volt Renoir, amikor mestere, Gleyre a szemére vetette, hogy „szórakozásból fest”. Renoir azt válaszolta, hogy természetesen, ha nem szórakoztatná, sohasem kezdett volna el festeni. Ars poeticája lehetne a következő kijelentése: „A föld az istenek paradicsoma: ezt akarom megfesteni.”  Soha nem lett hűtlen önmagához, veleszületett életöröme, derűje, kiegyensúlyozottsága sohasem hagyta el, s ugyanezt az életörömöt, derűt, kiegyensúlyozottságot tükrözi valamennyi festménye, ezért kedvelik műveit a világ  minden táján. Renoir festészete szüntelen ünnep, elébünk varázsolja korának kis paradicsomait, amelyekben ma is örömünket leljük. Szüntelenül a szépet festette, a szépséget tárja elénk, a l’art pour l’art született és fenséges képviselője Renoir.

## Galéria

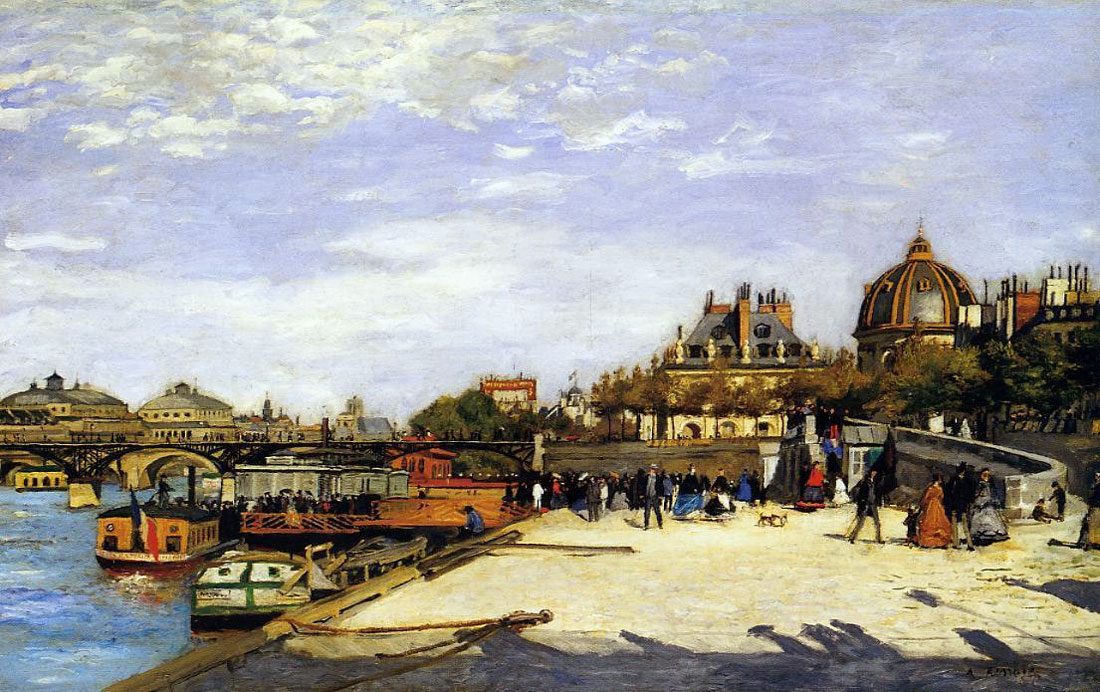
Művészetek hídja (keret nélkül), Párizs (1867-68) (Norton Simon Museum, Los Angeles)
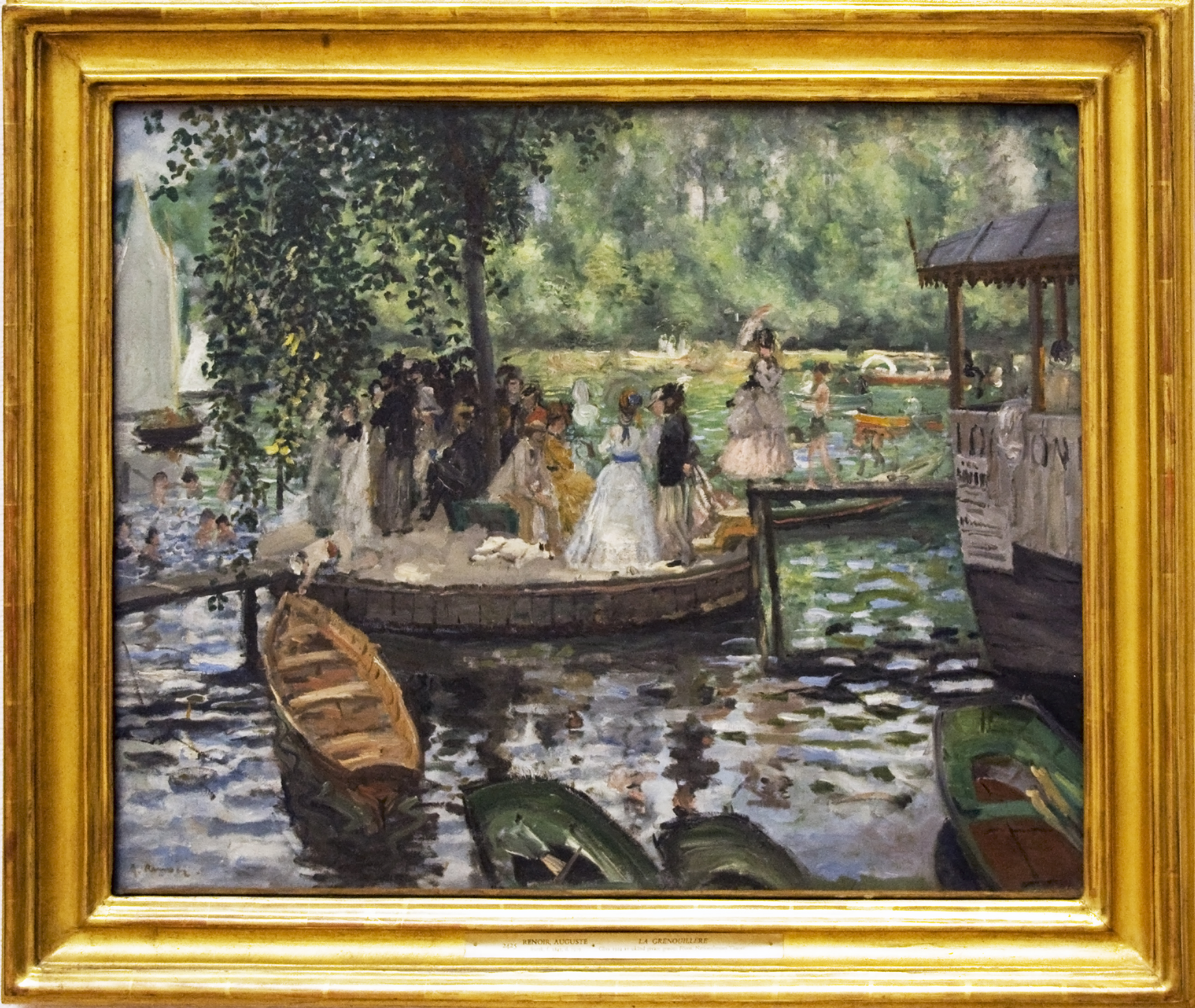
La Grenouillère (1869) (Nationalmuseum, Stockholm)
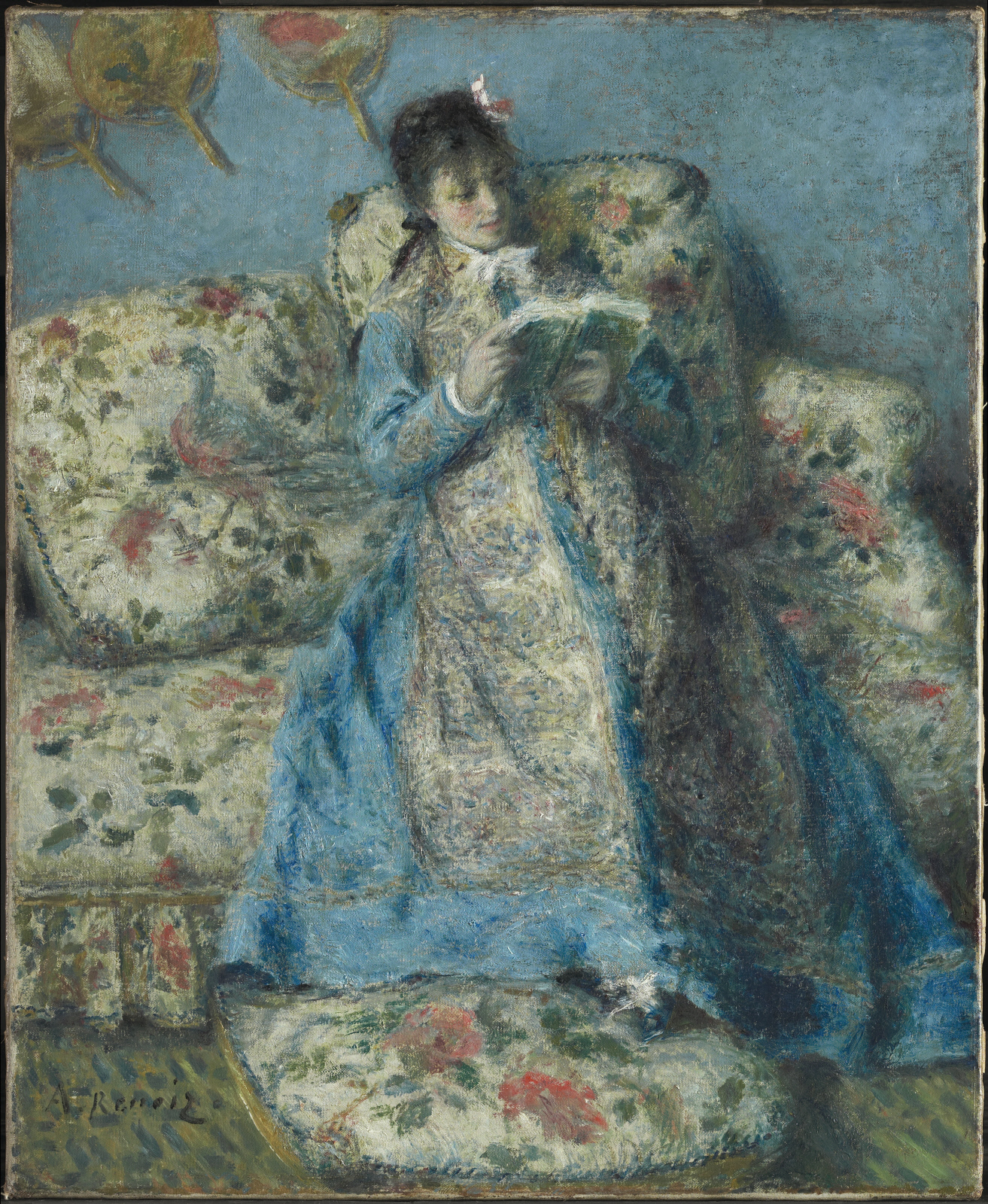
Az olvasó Camille Monet (1873) (Clark Art Institute, Williamstown)
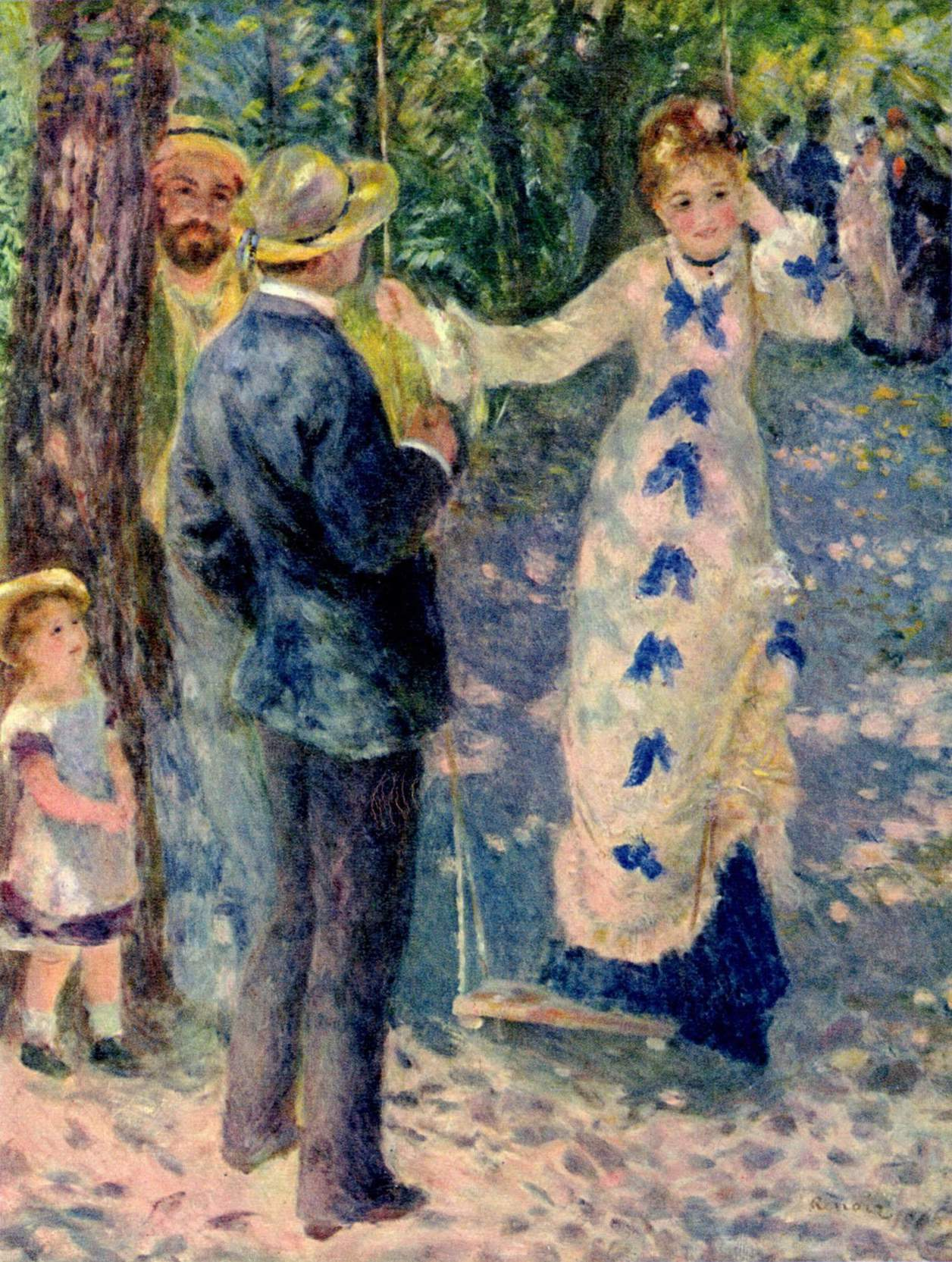
A hinta (1876) (Musée d’Orsay, Párizs)
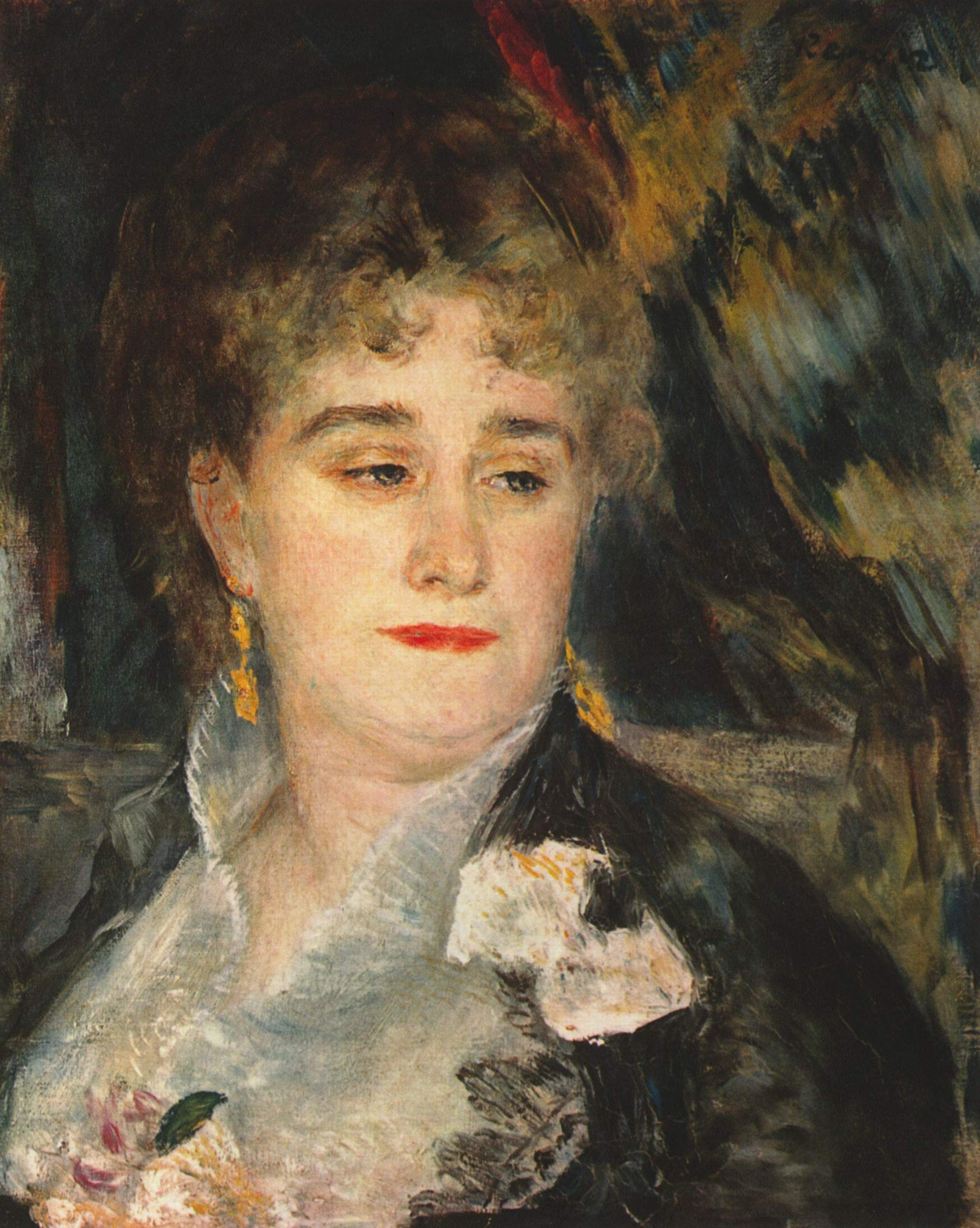
Madame Charpentier portréja (Musée d’Orsay, Párizs)
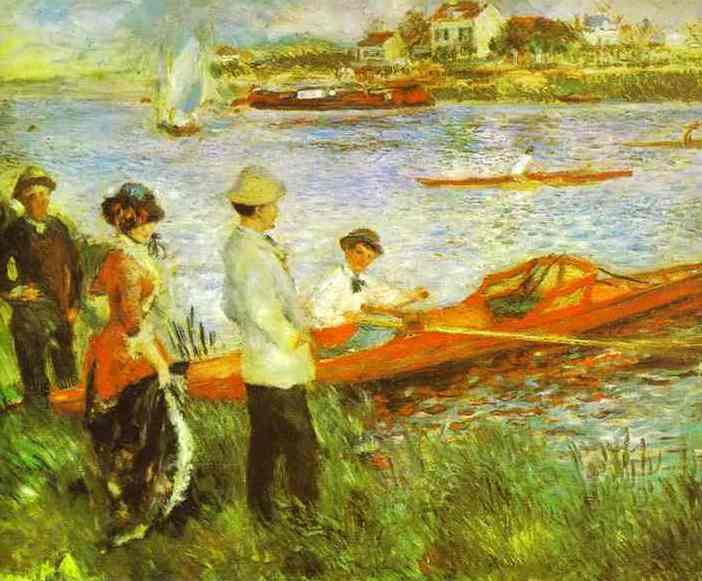
Evezősök Chatou-ban (National Gallery, Washington)
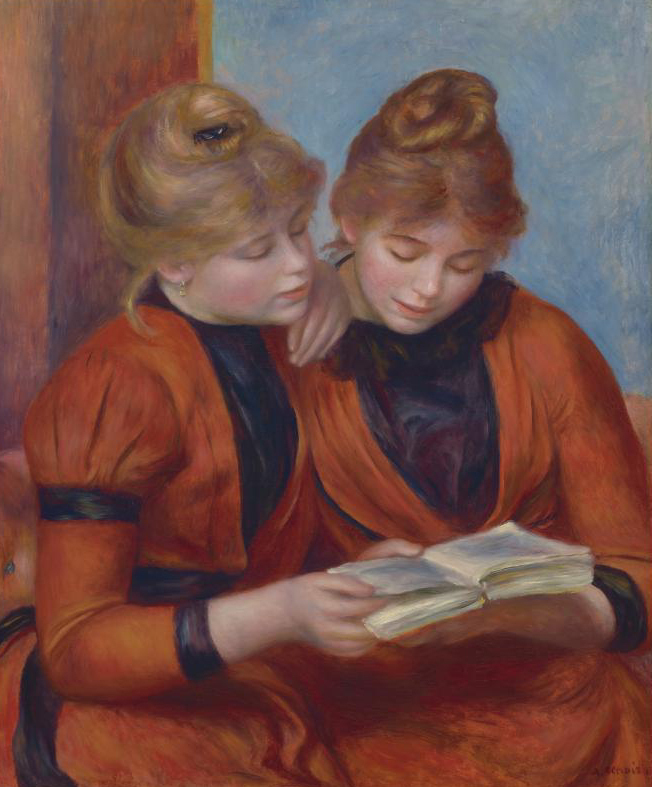
Két olvasó lány (1889)
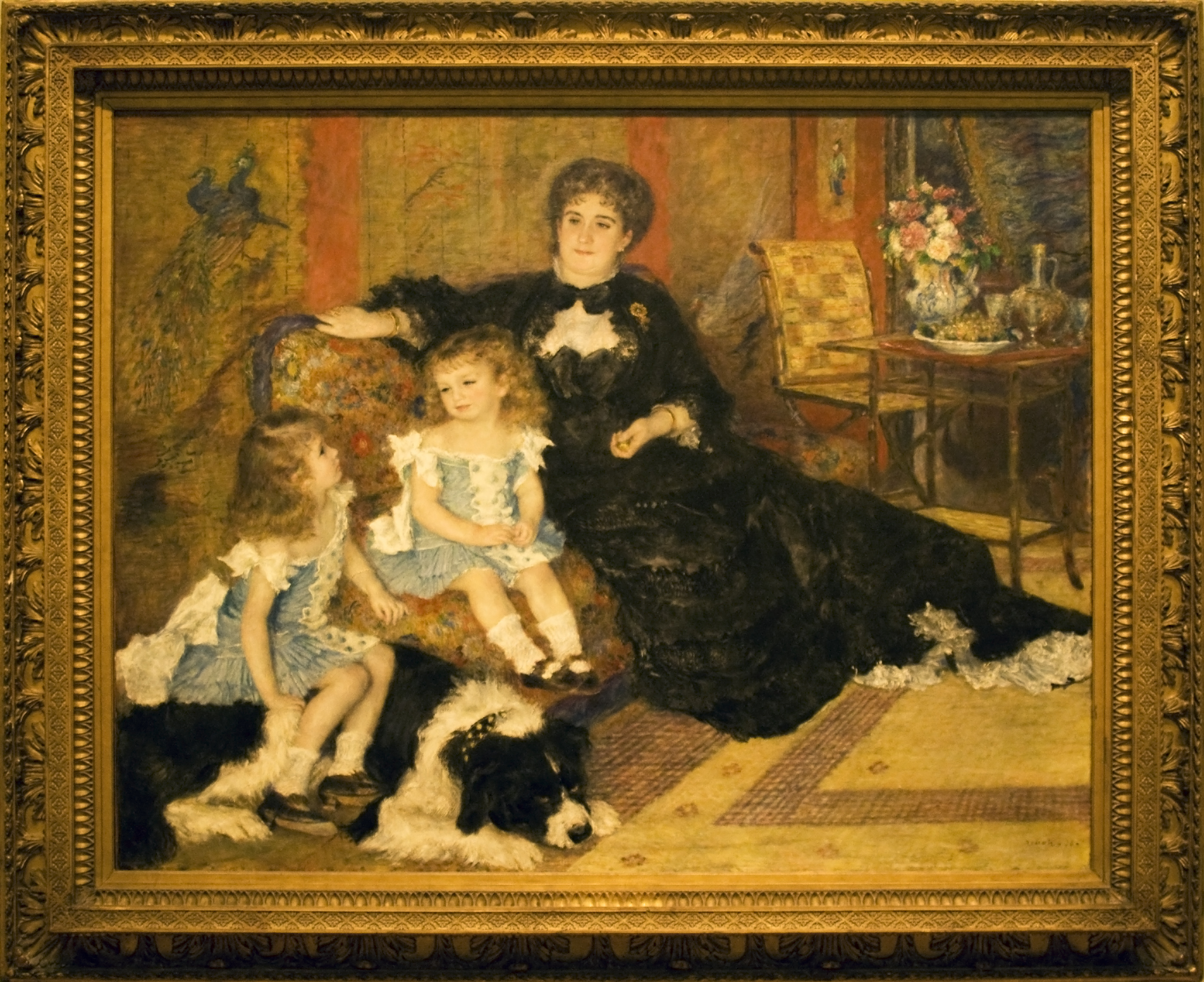
Madame Charpentier és gyermekei (1878) (Metropolitan Museum of Art, New York)
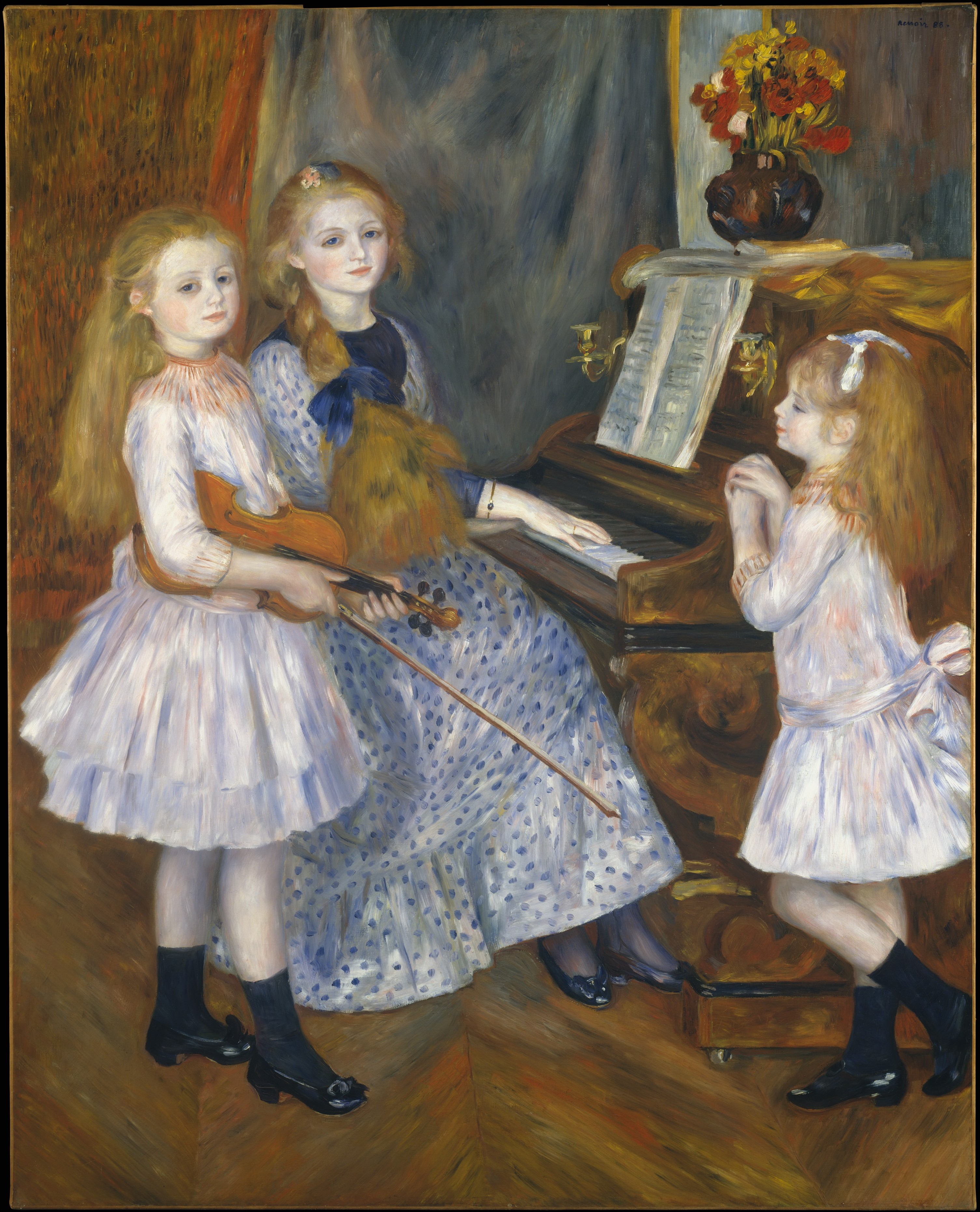
Catulle Mendès lányai (1888) (Metropolitan Museum of Art, New York)
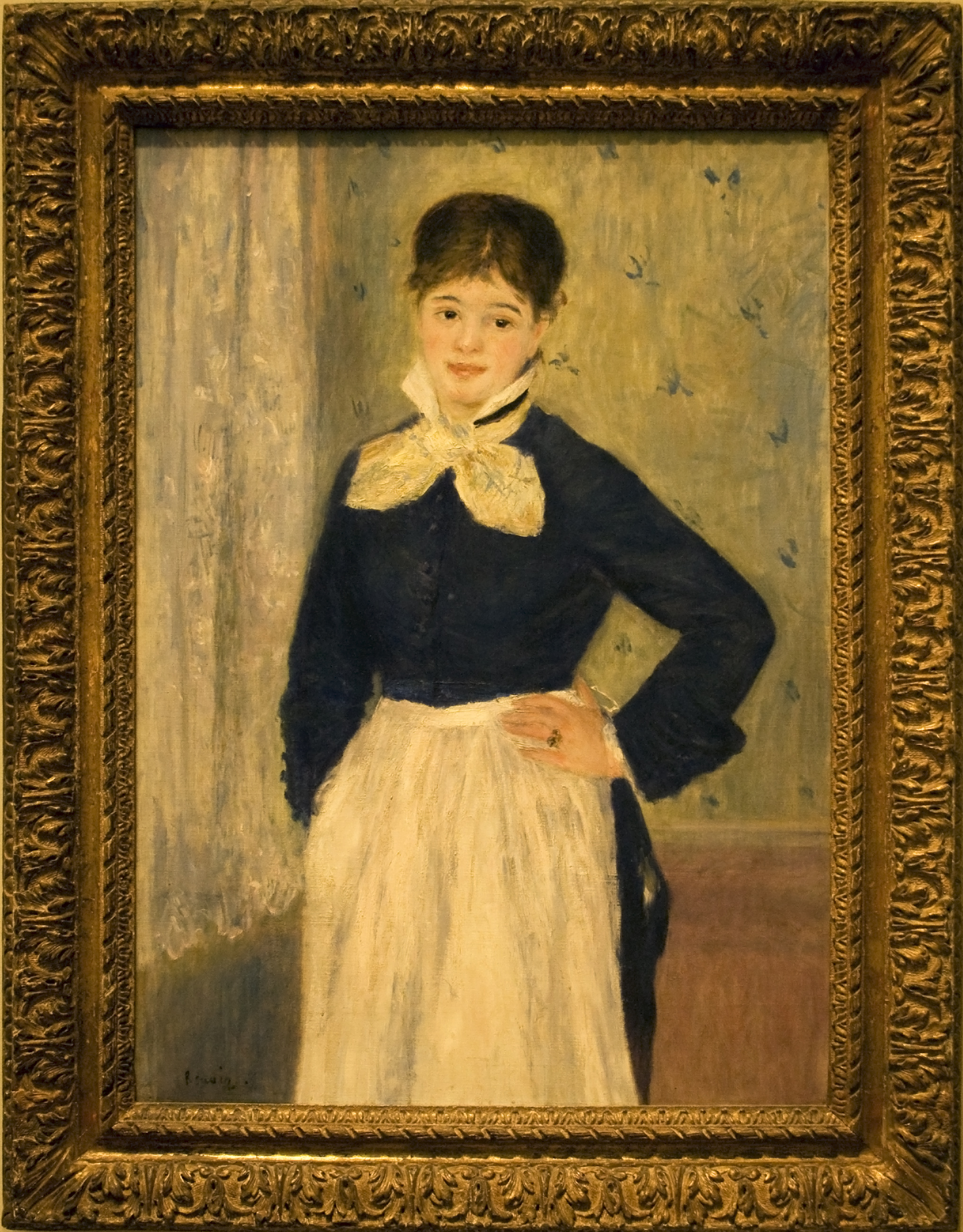
Pincérnő Duval étterméből (1875) (Metropolitan Museum of Art, New York)
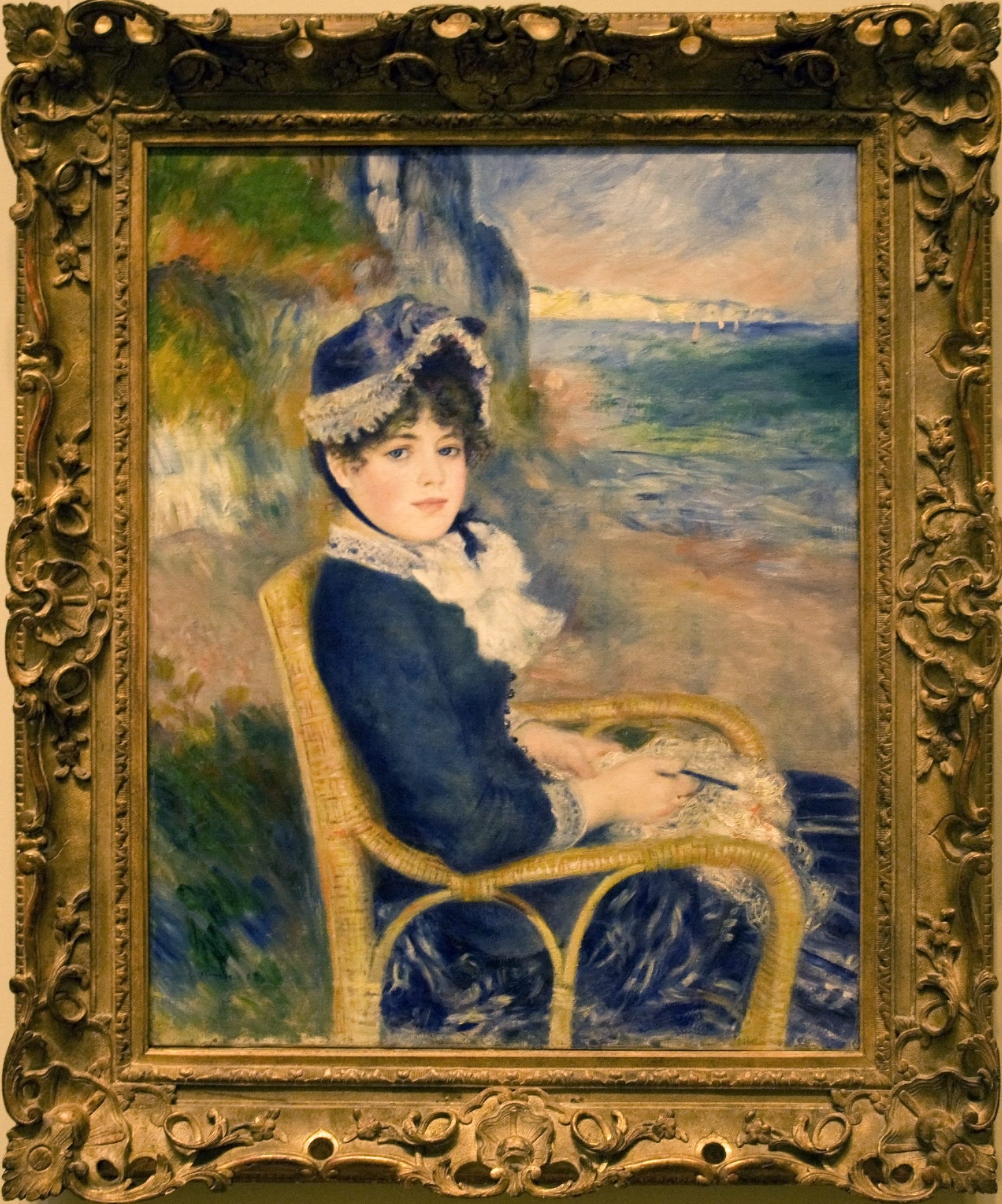
A tengerparton (1883) (Metropolitan Museum of Art, New York)
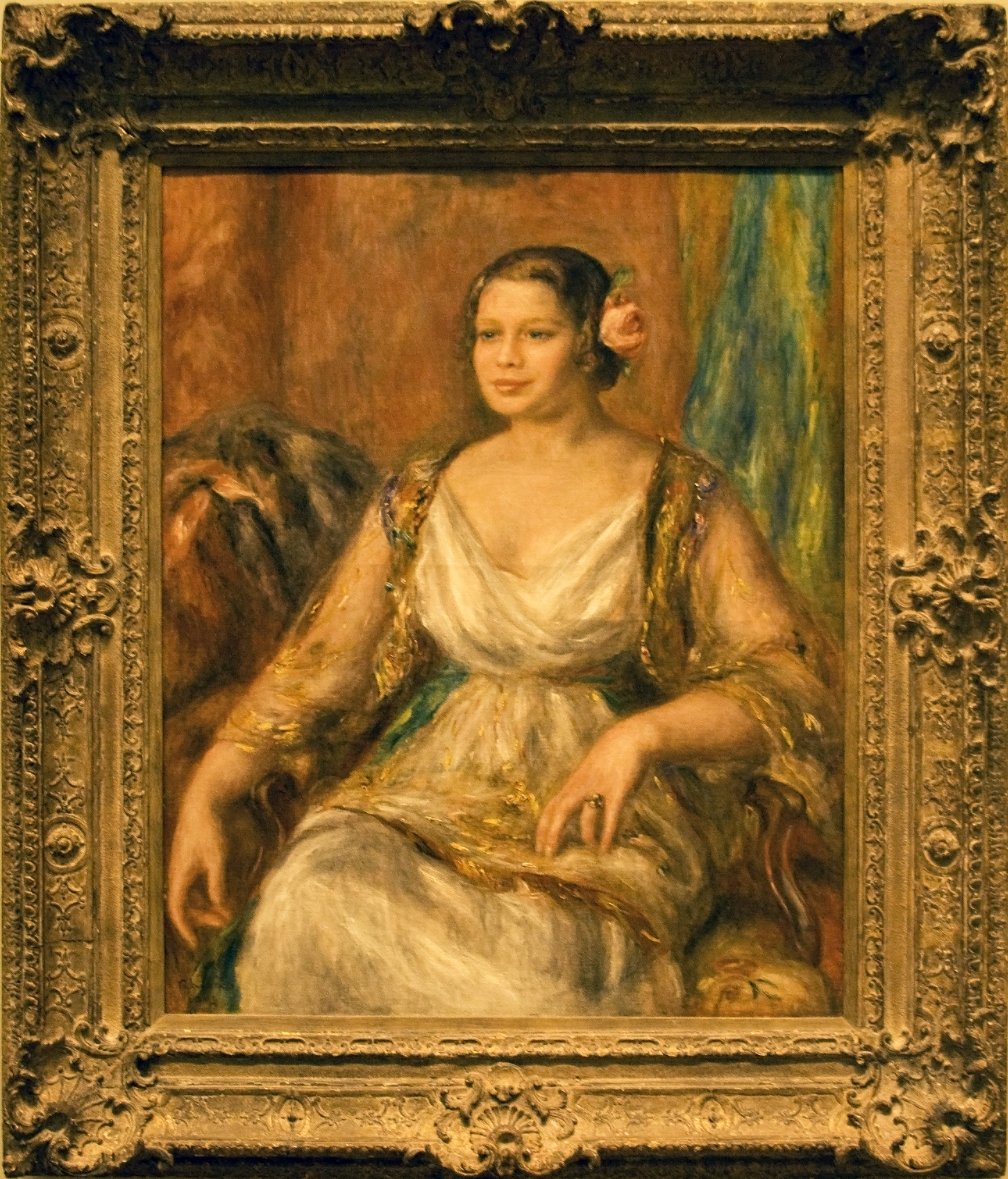
Tilla Durieux (1914) (Metropolitan Museum of Art, New York)